# Arwed D. Gorella
Arwed Dieter Gorella (* 25. März 1937 in Schweidnitz, Schlesien; † 3. Februar 2002 in Berlin) war ein deutscher Maler des Neuen Realismus, Buchillustrator, Karikaturist, Bühnenbildner, Graphiker und Hochschullehrer.

## Ausbildung
Nach dem Abitur am Pädagogium Bad Sachsa studierte Gorella von 1955 bis 1961 an der Hochschule der Künste Berlin sowie an der Freien Universität Berlin und war Meisterschüler bei Alexander Camaro. 

## Lehrtätigkeit
Seit den 1960er Jahren übte Gorella neben seinem eigenen künstlerischen Schaffen eine Tätigkeit als Dozent an der Pädagogischen Hochschule Berlin aus. 1977 folgte er einem Ruf als ordentlicher Professor für Bildende Kunst an die Hochschule für Bildende Künste Braunschweig (HBKB). Dort wirkte er bis 2001. Zu seinen Schülerinnen und Schülern zählen unter anderem Monika Falke, Jung-Suk Ryu und Armin Baumgarten. In der Traueranzeige der HBKB für Arwed Gorella bescheinigte diesem der damalige Präsident der Hochschule, „wesentlich zu dem hohen internationalen Ansehen der Hochschule beigetragen“ zu haben.

## Werk
Gorella gehörte zu den Vertretern des Neuen Realismus und vertrat die Ansicht, dass sich in „Belange der Gesellschaft und Politik einmischen“ solle, und schuf er zahlreiche antimilitaristische und antiklerikale Darstellungen. 1969 zählte er zu den Gründungsmitgliedern der Neuen Gesellschaft für Bildende Kunst. 1972 gründete er gemeinsam mit Peter Sorge, Hermann Albert, Bettina von Arnim, Ulrich Baehr, Hans-Jürgen Diehl, Wolfgang Petrick, Joachim Schmettau, Maina-Miriam Munsky und Klaus Vogelgesang die kritisch-realistische Künstlergruppe Aspekt, die bis 1978 bestand.
Ausstellungen seiner Werke fanden unter anderem in Berlin, Lübeck, Hannover und Hamburg statt. Daneben arbeitete er auch als Karikaturist und Buchillustrator. So illustrierte er beispielsweise Wolf Biermanns Große Ballade vom Drachen und vom Drachentöter, eine Neuauflage von Tausendundeiner Nacht in der Übersetzung von Gustav Weil und Yaak Karsunkes Die Guillotine umkreisen. 
Außerdem schuf er als Bühnenbildner verschiedene Kulissen für Aufführungen der Werke Heiner Müllers an der Bonner Theaterwerkstatt sowie 1999 das Bühnenbild für Andrea Breths Inszenierung von Goethes Stella an der Schaubühne am Lehniner Platz.

## Publikationen (Auswahl)
- Arwed D. Gorella: Bilder 1974-1988, Staatliche Kunsthalle Berlin und Neuer Berlin Kunstverein (Hrsgg.), Berlin 1988.
- Die Guillotine umkreisen, zusammen mit Yaak Karsunke, Berlin: Edition Mariannenpresse 1984